# ACAB (colonna sonora)
ACAB - All cops are bastards, pubblicato il 14 febbraio 2012, è la colonna sonora dell'omonimo film, diretto da Stefano Sollima, a cura della band italiana Mokadelic.
Il disco comprende le prime sette tracce di musiche originali composte dai Mokadelic per il film, le restanti cinque sono brani di repertorio presenti nel film.

## Il disco
Registrato e mixato presso Forum Music Village di Roma da Simone Mammucari. Masterizzato presso Gdm da Max Minoia.

## Tracce
1. Rugby
2. Rom
3. I believed
4. Piazza Dante
5. Cpt part one
6. Night
7. Train
8. Club foot - Kasabian
9. Police on my back - The Clash
10. New dawn fades - Joy Division
11. Snow - The Chemical Brothers
12. All cops are bastards (A.C.A.B.) - Malnatt
13. Where is my mind - Pixies
14. Seven Nation Army - White Stripes

## Formazione

### Gruppo
- Alessio Mecozzi - chitarra, synth
- Cristian Marras - basso, synth
- Alberto Broccatelli - batteria
- Maurizio Mazzenga - chitarra
- Luca Novelli - piano, chitarra